# Туранизм

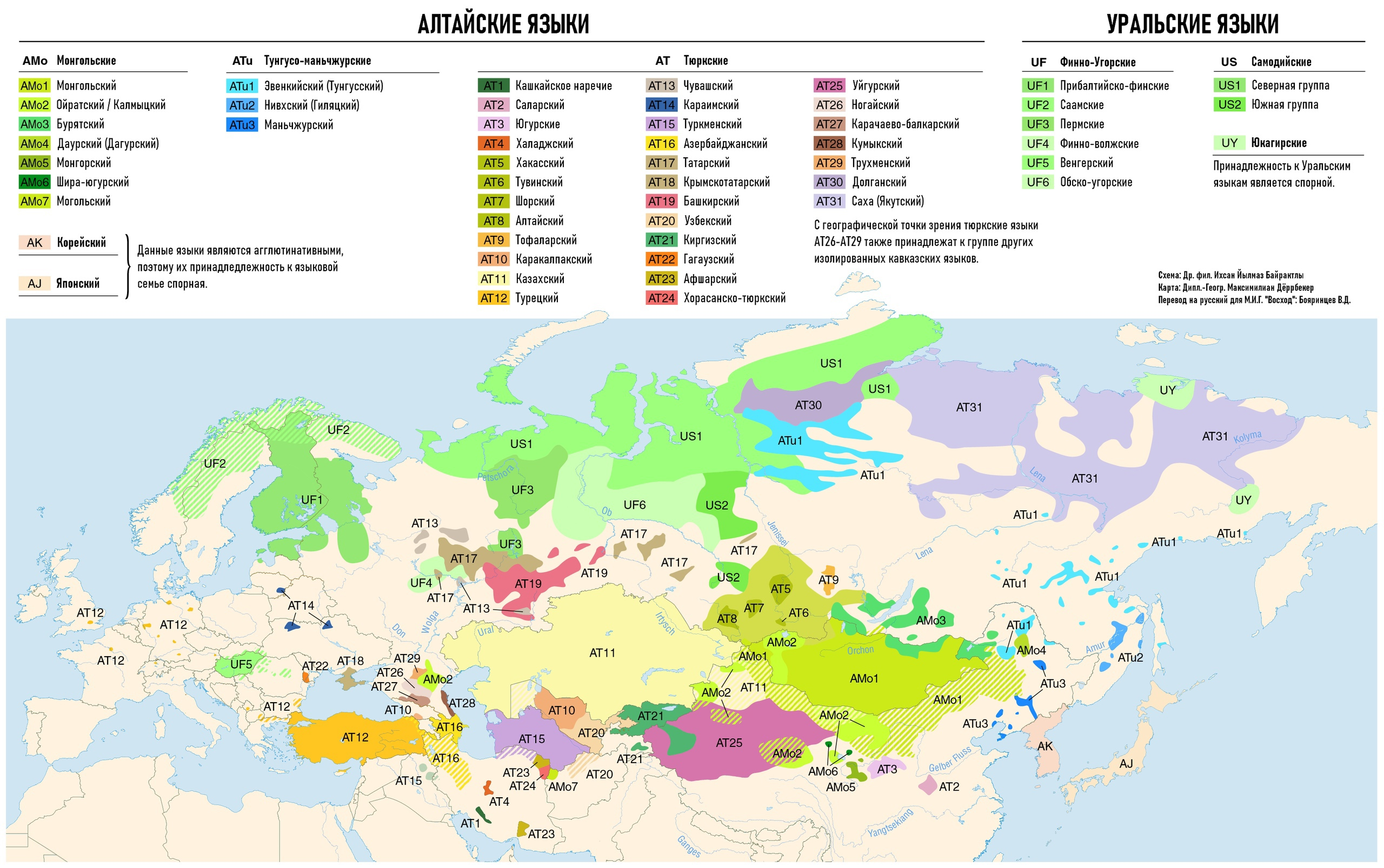
Карта Евразии с указанием алтайских и уральских языковых регионов

Туранизм или пантуранизм — политическое воззрение, выступающее за единство всех урало-алтайских племен. Сначала оно возникло как объединение венгров, финнов, эстонцев и финно-угорских племен в России, а также тунгусов, монголов и тюрков. Зия Гёкальп, один из тюркистов и туранистов, заявил, что туранизм не является объединением племён венгров, монголов, тунгусов и финнов, а в своей работе под названием «Принципы тюркизма» ограничил туранизм тюркскими народами и использовал его в том же контексте, что и пантюркизм. Тем не менее, считается, что первым выдвинул теорию туранизма финский историк Матиас Александр Кастрен, выступавший за единство урало-алтайских племен.
Трактовку туранизма как объединения всех тюркских народов выдвинули азербайджанская и татарская интеллигенции накануне революции 1905 года в России. После провозглашения конституционной монархии идея получила широкий резонанс в Турции. Тюркистско-туранистские взгляды во главе с Зией Гёкальпом доминировали в администрации партии «Единение и прогресс». Командующий революцией Османской империи Энвер-паша был убит в 1918-1922 годах при попытке возродить идею туранизма в России, находившейся в смятении.

## Туранизм в Османской империи

### Османский период
Интерес к тюркским народам в Турции начался в 1890-х годах. Турецкий перевод книги французского историка Леона Кахуна «Введение в историю Азии: турки и монголы» Неджипа Асима Языксыза (1896 год) стал одним из поворотных моментов тюркского движения. Понятие Туран, ранее не имевшее в турецком языке особого значения, приобрело популярность благодаря работе Кахуна.
В 1904 году был опубликован влиятельный буклет Юсуфа Акчуры «Üç Tarz-ı Siyah», провозглашавший тюркизм как светскую идею. В 1908 году в Стамбуле была создана Турецкая ассоциация, чтобы «изучать и обучать прошлым и настоящим ситуациям, действиям и трудам всех племен, называемых тюрками». Учредителями ассоциации были Юсуф Акчура, Неджип Асим Языксыз, Велед Челеби Избудак, Рыза Тевфик Белюкбаши и Агоп Бояджиян, профессор Стамбульского университета.
Работа «Türk Yurdu Cemiyeti», изданная в 1911 году в Стамбуле, выдвигала прямые политические взгляды на тюрков из Центральной Азии, а также культурные исследования. Основателями общества во главе с Мехметом Эмином (Юрдакул) были выходцы из России, такие как Юсуф Акчура, Ахмет Агаоглу и Хусейнзаде Али Туран. Турецкий Очаг, основанный 15 марта 1912 года, стал главным центром тюркского и туранистского движений. Между 1912 и 1930 годами эта организация была самым влиятельным центром политической и идеологической мысли в Турции. Среди основателей Турецкого Очага были такие интеллектуалы, как Заки Валиди, Решит Галип, Ферит Тек, Хамдулла Суфи Танриовер, Халид Эдип Адывар и Аднан Адывар, помимо упомянутых выше людей.
Начиная с 1913 года Турецкий Очаг и Туранистская мысль в целом получили полную политическую поддержку администрации партии «Единение и прогресс». Зия Гёкальп был главным представителем туранистской мысли. Наряду с Зией Гёкалп популяризации идеи способствовал сказочник Омер Сейфеттин Туран. Стихи Мехмета Эмина Юрдакула, составленные под названием «Turan'a Doğru»«» в 1918 году, роман Халидэ Эдипа «Йени Туран», трактат Омера Сейфеттина «Завтрашнее государство Туран», книга Фуада Кёпрюлю для чтения в начальной школе под названием «Туран», идея Турана в период с 1913 по 1918 год. Мунис Текинальп (настоящее имя Мойиз Коэн), автор пропагандистского трактата «Что могут выиграть турки в этой битве», который был опубликован в начале Первой мировой войны (1914 год) и переведён на различные языки, утверждал, что главной целью войны было спасти Туран.
Первоочередной задачей Энвер-паши в декабре 1914 года было вытеснение русских, продвинувшихся к Эрзуруму, с их родины, а второстепенной стратегической целью Сарыкамисского наступления было достижение турок в Средней Азии через Кавказ и, таким образом, разгром Османской империи в Первой мировой войне. Однако эта попытка привела к поражению, в результате которого погибло 32 000 османских солдат. Летом 1918 года турецкий отряд под командованием брата Энвер-паши, Нури Киллигила, провозгласил независимость, провозгласив независимости Азербайджана и Дагестана, переживавшие беспорядки из-за Октябрьской революции. Эта попытка создания Турана была прекращена в ноябре 1918 года из-за поражения Османской империи на других фронтах.

### Туранизм в республиканскую эпоху

#### 1920-е годы
Хотя тюркистские и туранистские кадры партии «Единение и прогресс» сыграли важную роль в национальной борьбе, Великое национальное собрание Турции заняло твердую позицию против туранистского движения с 1920 года. Это было связано с установленными между СССР и Анкарой дипломатическими отношениями в сентябре 1920 года.
Зия Гёкалп, известный лидер туранистской мысли, объявил туранизм «отдаленным идеалом» в своей работе под названием «Türkçülük Esasları», опубликованной Управлением печати в Анкаре в 1923 году, и представил новое определение тюркизма, основанное на создании турецкого государства. Через два месяца после публикации этой работы Гёкальп был выдвинут Мустафой Кемалем кандидатом в депутаты.
Мехмет Эмин Юрдакул изменил некоторые из своих стихов в новом издании своей книги стихов под названием Турана Догру, заменив слово Туран словом «родина» (тур. Wetan). Ахмет Агаоглу, Халид Эдип и Юсуф Акчура неоднократно заявляли в 1922 и 1923 годах об уходе от туранизма.

#### 1930-е годы и возрождение туранизма
Первой работой, которая защищала туранизм, хотя и неявно, в республиканскую эпоху, была книга Решита Саффета Атабинена «Türklük ve Türkçülük İzleri», опубликованная в 1930 году. Книга была издана в атмосфере дебатов внутри организации Türk Ocağı.
Заки Валиди Тоган, оставшийся в Германии на семь лет после исключения из университета по приказу Решита Галипа в 1932 году, рассказал о своей мечте создать Туран и воплотить её в жизнь в своей работе «Bugünkü Türkistan ve Yakın Mazisi», которую он опубликовал после возвращения в Турцию в 1939 году.
Хусейн Нихал Атсыз был самым радикальным представителем тюркско-туранистской мысли, вновь набравшей силу в 1930-х годах. Атсыз публиковал «Atsız Mecmua» в 1931–1932 годах и «Orhun: Aylık Türkçü Magazine» в 1933–1934 и 1943–1944 годах. Реха Огуз Тюрккан, издававший журнал Bozkurt в 1939 году, и Фетхи Теветоглу, основавший тюркский журнал Kopuz в Самсуне в 1943 году, были среди других туранистских лидеров общественного мнения того периода. В 1941-1944 годах Орхан Сейфи руководил тюркским журналом «Орхон Чинаралты». Генерал в отставке Хусейн Хюсню Эмир Эркилет, писавший в этом журнале, сказал: «Каждый тюркист — туранист, каждый туранист — тюркист». Начали издаваться и другие тюркско-туранистские журналы, такие как «Gökbörü», «Anadolu», «Türk Yurdu», «Millet», «Türk Purpose», «Tanrıdağ» и «Ergenekon».

#### 1944 год
После поражения нацистской Германии и приближения Турции к англо-американскому союзу в турецкой прессе появилась резкая критика туранистов. В своей книге «Величайшая опасность», опубликованной в 1943 году, Фарис Эркман подверг критике «пантюркистских, туранистских, расистских марионеток» и обвинил их в работе в пользу иностранной разведки.
После того, как в январе 1944 года «национальный вождь» Исмет Инёню отправил в отставку начальника Генерального штаба маршала Февзи Чакмака, 3 мая 1944 года в Стамбуле и Анкаре прошли митинги «Komünizmi Telin». 9 мая 1944 года правительство Шюкрю Сараджоглу судило 23 человека, в том числе Нихала Атсыза, Заки Валиди Тогана, Реха Огуза Тюрккана, Неждета Санчара, Фетхи Теветоглу и Алпарслана Тюркеша по делу о расизме-туранизме. Подсудимые, которые находились под стражей около года, позже утверждали, что их клали в гробы и пытали. 29 марта 1945 года один из фигурантов дела о тюркизме был приговорён к большим срокам заключения. Однако в октябре того же года Военный кассационный суд отменил приговор по существу.

#### После 1945 года
Туранистское движение, входившее в Демократическую партию в 1950-х годах, а затем в Национальную партию, основанную маршалом Февзи Чакмаком, и не демонстрировавшее независимой организованной структуры, защищало свои взгляды, надев доспехи антикоммунистической мысли, господствовавшей в политике. В те годы Республиканская крестьянская национальная партия и Партия националистического движения объединила многих бывших туранистов.

## Туранизм в Венгрии
Среди венгров интерес к родственным народам в Центральной Азии быстро развивался в 1890-х годах. В 1910 году в Будапеште было основано Общество Туран (Turáni Társaság) под руководством крайне правого аристократического политика и историка графа Пала Телеки. Целью общества, в которое входили многие известные общественные деятели, ученые и поэты-националисты, было «искать Туран от Европы до Азии, от Девени до Токио» и «обеспечивать единство среди соотечественников под властью венгров и распространять сознание туранистского единства». Венгерское общество «Туран» издавало журнал «Туран» в 1913 году. В 1920 году при участии девяти туранских обществ и союзов была создана Венгерская федерация Туран (Magyarország Turáni Szövetség).
Организация туранского движения в Венгрии почти одновременно с Турцией связана с эффективностью туранистских идей, а также с политикой Германской империи в отношении России накануне Первой мировой войны.
Во время Второй мировой войны Пал Телеки стал канцлером Венгрии при поддержке гитлеровской Германии (1941 год). Кавказский герой Нури-паша, прожив много лет в Германии, в 1938 году вернулся в Турцию и при поддержке гитлеровской Германии основал оружейный завод; в 1941 году он оказывал тайную поддержку туранистскому движению в Турции через посла Германии в Анкаре Франца фон Папена. Взгляды, переданные Нури-пашой через Эрнста Верманна, заместителя министра иностранных дел Германии, ответственного за турецкие дела, сыграли роль в создании Бюро туранизма и Восточно-Туркестанского полка СС в Германии.

## Туранизм в СССР
Татарский лидер Мирсаид Хайдаргалиевич Султан-Галиев, уроженец Башкортостана, выступал за объединение всех тюркских народов России в единое социалистическое государство Туран. Гражданская война между Красной армией и Белой армией осложнила ситуацию. В СССР была создана и организована организация под названием Центральный мусульманский комиссариат, объединяющая таких тюркских имен, как Файзулла Ходжаев, Галимджан Ибрагимов, Нариман Нариманов, Турар Рыскулов из Азербайджана, Дагестана, Казахстана, Крыма, Татарстана и Туркестана. Военный, политик и педагог, Султан-Галиев также является основателем национал-коммунизма. Эта идея представляет собой движение мысли, основанное на патриотизме, пантюркизме и коммунизме. С другой стороны, он выступает против антирелигиозной политики СССР. В результате Центральный мусульманский комиссариат был расформирован, а его члены репрессированы.

## Туранизм в других странах
Журнал «Ени Туран», издаваемый Казанлы Абдуллой Ахсаном, издавался в Финляндии на турецком и финском языках с 1931 года. В журнале публиковались антисоветские и пронацистские статьи.